# كيفن غالن
كيفن غالن (بالإنجليزية: Kevin Gallen)‏ هو لاعب كرة قدم بريطاني في مركز الهجوم، ولد في 21 سبتمبر 1975 في تشيسوك في المملكة المتحدة. شارك مع منتخب إنجلترا تحت 18 سنة لكرة القدم ومنتخب إنجلترا تحت 21 سنة لكرة القدم. أما مع النوادي، فقد لعب مع برينتري تاون وكوينز بارك رينجرز وميلتون كينز دونز ونادي بارنت ونادي بارنسلي ونادي بليموث أرجايل ونادي لوتون تاون وهدرسفيلد تاون.

## وصلات خارجية
- كيفن غالن على موقع قاعدة بيانات كرة القدم.إي يو (الإنجليزية)
- كيفن غالن على موقع Soccerbase.com (لاعب) (الإنجليزية)
- كيفن غالن على موقع عالم كرة القدم.نت (الإنجليزية)